# Länsväg 258
De Zweedse weg 258 (Zweeds: Länsväg 258) is een provinciale weg in de provincie Stockholms län in Zweden en is circa 5 kilometer lang.

## Plaatsen langs de weg
- Botkyrka
- Tumba

## Knooppunten
- E4/E20 bij Botkyrka (begin)
- Länsväg 226 bij Tumba (einde)